# Állatorvosi Kézi Könyvtár
Az Állatorvosi Kézi Könyvtár egy 20. század eleji magyar orvosi könyvsorozat, amely a Magyar Országos Állatorvos Egyesület gondozásában Budapesten jelent meg:
A sorozat 1. kötetének előszavából:
„A magyar állatorvosi irodalom legújabbkori örvendetes fejlődése daczára nagy még a hiány főképen olyan munkákban, melyekre a szakembernek a mindennapi gyakorlat közben lépten-nyomon szüksége van, hogy belőlük a felmerülő kóresetek körűl és egyéb szakkérdésekben követendő eljárásra vonatkozólag könnyen tájékozást szerezhessen. Ezen a hiányon óhajtott az országos állatorvosegyesület segíteni akkor, mikor elhatározta, hogy elsősorban tagjai számára, olyan kézikönyveket ad ki, melyek kiválóan gyakorlati érdekű szakokat vagy ilyenek nagyobb és fontosabb fejezeteit tömören tárgyalva, a gyakorlati élet jelzett igényeit kielégíteni lesznek hivatva. Plósz »Sebészeti műtéttana« mely ezen kézikönyvek sorozatát megnyitja, tájékoztat arról az irányról, melyet az egyesület választmánya a munkák megválasztásánál követni óhajt...”
- I. kötet. Plósz Béla. Sebészeti műtéttan. 186 fekete-fehér ábrával illusztrálva. (XIII, [3], 278, [2] lap) 1897.
- II. kötet.  Monostori Károly: Szülészeti műtéttan. 200 ábrával. Pátria Irodalmi Vállalat, 252 lap, 1898.
- III. kötet.  Preisz Hugó. Bakteriológia. 23 szövegábrával és 22 hatábrás táblával. Pátria Részvénytársaság Könyvnyomdája. 372 lap, 1899.
- IV. kötet.  Kóssa Gyula, dr. Gyógyszerrendelés. 115 ábrával és 357 rendelvénynyel. (XVI, 379 lap) 1901.
- V. kötet.  Tormay Béla. Állatorvosi feladatok a köztenyésztés terén. (8-r. VI, 176 lap) 1902.
- VI. kötet.  Marek József, dr. Klinikai diagnosztika. 72 ábrával. (8-r. VIII. 424 lap) 1902.
- VII. kötet. Plósz Béla. Általános sebészet. (IX. 272 l.) 1903.
- VIII. kötet. Kóssa Gyula, dr. Magyar állatorvosi könyvészet 1472–1904. (8-r. XII, 346 lap) 1904.
- IX–XI. kötet. Hutÿra Ferenc – Marek József. Állatorvosi belgyógyászat. 2., teljesen átdolgozott kiadás. 3 kötet. (n. 8-r.) 1904. Pátria r.-t. biz.: 1. kötet.  Fertőző betegségek. (XI, 616 lap)]; 2. kötet.  A vér, a lép, az anyagforgalom, az idegrendszer, a mozgató szervek, a lélekző szervek és a vérkeringési szervek betegségei. (VIII. 517 lap)]; 3. kötet.  Az emésztőszervek, a húgyszervek, a húgyszervek és a bőr betegségei. (VII. 498 lap), 1904.
- XII. kötet.  Plósz Béla. Részletes sebészet. I. rész. A fej és nyak betegségei. 24 ábrával. (288 lap) 1907.
- XIII. kötet.  Hutÿra Ferenc. Törvényszéki állatorvostan. (8-r. XV, 354 lap) 1908.
- XIV. kötet. Riedel H. Tejhygiéna. Fordította és hazai vonatkozású jegyzetekkel bővítette dr. Fettick Ottó. 35 ábrával (8-r. XI és 381 lap) 1909.
- XV. kötet. Bruin, M. G. de: Szarvasmarhaszülészet. 3. kiad. Újonnan átdolgozta: Tapken Antal. Fordította: Feiler Alfréd. 90 részben színes ábrával. 1911.
- XVI. kötet.  Plósz Béla: Részletes sebészet. 2. rész. A lábak betegségei. (A pata- és csülökbetegségek kivételével.) 55 ábrával. 1912.
- XVII. kötet. Fokányi László. Állategészségügyi törvények, rendeletek és elvi határozatok. I. kötet. Törvények és végrehajtási rendeletek. 2. átdolg. kiadás. Pátria K. (IX, 261 1ap), 1912.
- XVIII. kötet. Fokányi László. Állategészségügyi törvények, rendeletek és elvi határozatok. II. kötet. Rendeletek és határozatok. 2. átdolg. kiadás. Pátria K. (XXXV, 897 1ap), 1912.
- XIX. kötet. Fokányi László. Állategészségügyi törvények, rendeletek és elvi határozatok. III. kötet. Külföldi állatforgalomra vonatkozó szabályok. 2. átdolg. kiadás. Pátria K. (VIII, 290 lap), 1912.
- XX. kötet. Edelmann Richárd: Húshygiéne. A 3. átdolg. kiad. után ford. és a hazai viszonyokhoz alkalmazta: Frank József–Graf Miksa. Az eredetivel összehasonlította: Rátz István. 221 szövegközti kép. XX, 448 oldal, 4 tábla, 1916.
- XXI. kötet.  Zimmermann Ágoston: Fejlődéstan. 311 szövegközti képpel. 1916.
- XXII. kötet. P. Th. Müller: Fertőzés és immunitás. Ford. és állatorvosi vonatkozású pótlásokkal ell. Manninger Rezső. Pátria Ny. XII, 506 oldal, 1918.
- XXIII. kötet.  Marek József. Klinikai diagnosztika. Teljesen átdolgozott és bővített második kiadás. 146 képpel a szövegben és 16 táblamelléklettel. 1928.
- XXIV. kötet. Manninger Rezső – Kotlán Sándor. A szárnyas baromfi fertőző és parasitás betegségei. 2 színes melléklettel és 186 képpel a szövegben. 1931.
- XXV. kötet.  Csősz Gyula. Állatorvosi műszótár, Stephaneum Ny., VIII, 2 számozatlan, 227, 1 számozatlan oldal, 1937.
- XXVI. kötet.  Manninger Rezső: A házi emlősök fertőző betegségei. M. Országos Állatorvosegyes., IX, 1 számozatlan, 444 oldal, 6 tábla, 1939.
- XXVII. kötet. Szepes (Schütz) Béla. A magyarországi állatjárványok és az ellenük tett hatósági intézkedések vázlatos története. M. Országos Állatorvosegyes. 72+28 oldal, 1942.
- XXVIII. kötet.  Kotlán Sándor. Parasitológia. Kórtani jelentőségű állati élősködők háziállatainkban. Állatorvos-Egyes., 2, 470 oldal, 1944.
- XXIX. kötet. László Ferenc. Endokrinológia. 171 oldal, Győr, 1944. (Ebből a könyvből egyetlen példány az országban kefelenyomatból készült. Az erről szóló információ a könyvbe be van ragasztva. Aláírás: László Ferenc egyetemi m. tanár. - Hutÿra Ferenc Könyvtár, Levéltár és Múzeum)